# ماساتوشی میهارا
ماساتوشی میهارا (انگلیسی: Masatoshi Mihara؛ زادهٔ ۲ اوت ۱۹۸۸) بازیکن فوتبال اهل ژاپن است.
از باشگاه‌هایی که در آن بازی کرده‌است می‌توان به باشگاه فوتبال ویسل کوبه و باشگاه فوتبال ساگان توسو اشاره کرد.